# Knöösinoja
Knöösinoja är ett tio kilometer långt vattendrag i Gällivare kommun, Norrbottens län. Vattendraget, som bland annat är drabbat av miljögifter, försurning och förändrade habitat, har Kalixälven som huvudavrinningsområde.